# Marie-Anne Calame

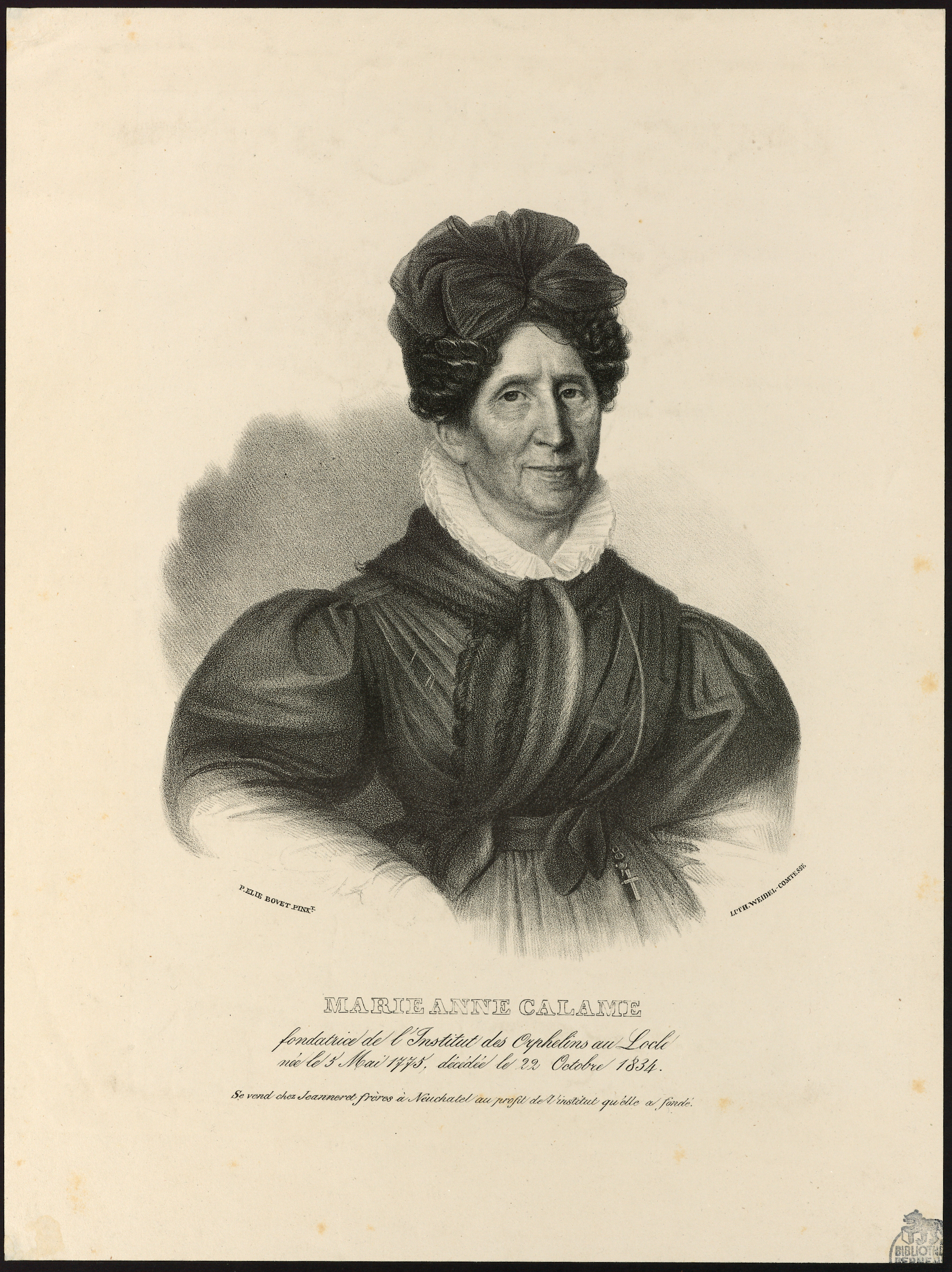
Marie-Anne Calame (1775–1834), Lithografie von Charles-Rodolphe Weibel-Comtesse (1796–1856)

Marie-Anne Calame (geboren 5. Mai 1775 in Le Locle, Schweiz; gestorben 12. Oktober 1834 ebenda) war eine Schweizer Handwerkskünstlerin und Pietistin, die das Waisenhaus Asile des Billodes gründete.

## Leben
Marie-Anne Calame war die Tochter des Uhrenfabrikanten und Gemeindevorstehers Jean-Jacques-Henri Calame (1740–1817) und dessen Frau Marie-Anne Houriet (1736–1827), der Tochter eines reichen Grundbesitzers in Sonvilier. Ihr Vater stand durch seinen Paten der Reisläuferei nahe. Sie hatten acht Kinder, von denen Marie-Anne Calame das sechst Kind war. Ihr Onkel Jacques-Frédéric Houriet (1743–1830) wurde durch vorteilhafte Heirat Uhrenindustrieller.
Die Familie bewohnte einen eleganten Neubau auf dem Crêt-Vaillant. Calame ergriff den Beruf einer Email-Miniaturistin und Porträtmalerin. Sie unterrichtete auch den Maler Louis-Aimé Grosclaude, der später in Paris ein Atelier eröffnete. Sie heiratete nicht. Sie schrieb laut der Autorin T. Combe: «Ich trug mich in Gedanken mit einem Unternehmen, das ich vollenden musste, und ein Ehemann hätte mich daran gehindert.»
Sie gehörte der pietistischen Erweckungsbewegung Réveil an und vertrat den karitativen Grundgedanken ihrer Schweizer Zeitgenossen Johann Heinrich Pestalozzi und Jean Baptiste Girard. Da sie in ihrer Heimatstadt den sozialen Missstand nach den Napoleonischen Kriegen bemerkte, legte sie 1815 den Grundstein für ein Waisenhaus in Le Locle. Als ihre Finanzkraft und die ihrer Freundinnen erschöpft war, erfand sie eine Fünf-Rappen-Kollekte, und konnte schliesslich ein eigenes Haus für das Unterfangen kaufen, das Asile des Billodes. Ab 1820 nahm sie dort auch bedürftige Jungen und Flüchtlingskinder auf, für welche sie gegen behördlichen Widerstand Aufenthaltsgenehmigungen beantragte. Um 1827 hatten bereits mehrere hundert Zöglinge neben religiöser Unterweisung auch Grundlagenwissen, musische Fächer und handwerkliche Fähigkeiten vermittelt bekommen; zu ihren Lebzeiten half sie 2000 Kindern und hatte schliesslich 50 Mitarbeiter.
Sie starb unverheiratet im Jahr 1834 während einer Dysenterie- und Typhusepidemie. Begraben liegt sie auf dem Gelände des Waisenhauses, welches heute unter dem Namen Centre pédagogique Les Billodes firmiert und auf eine 200-jährige Geschichte zurückblicken kann.